# Morava jako součást českého státu

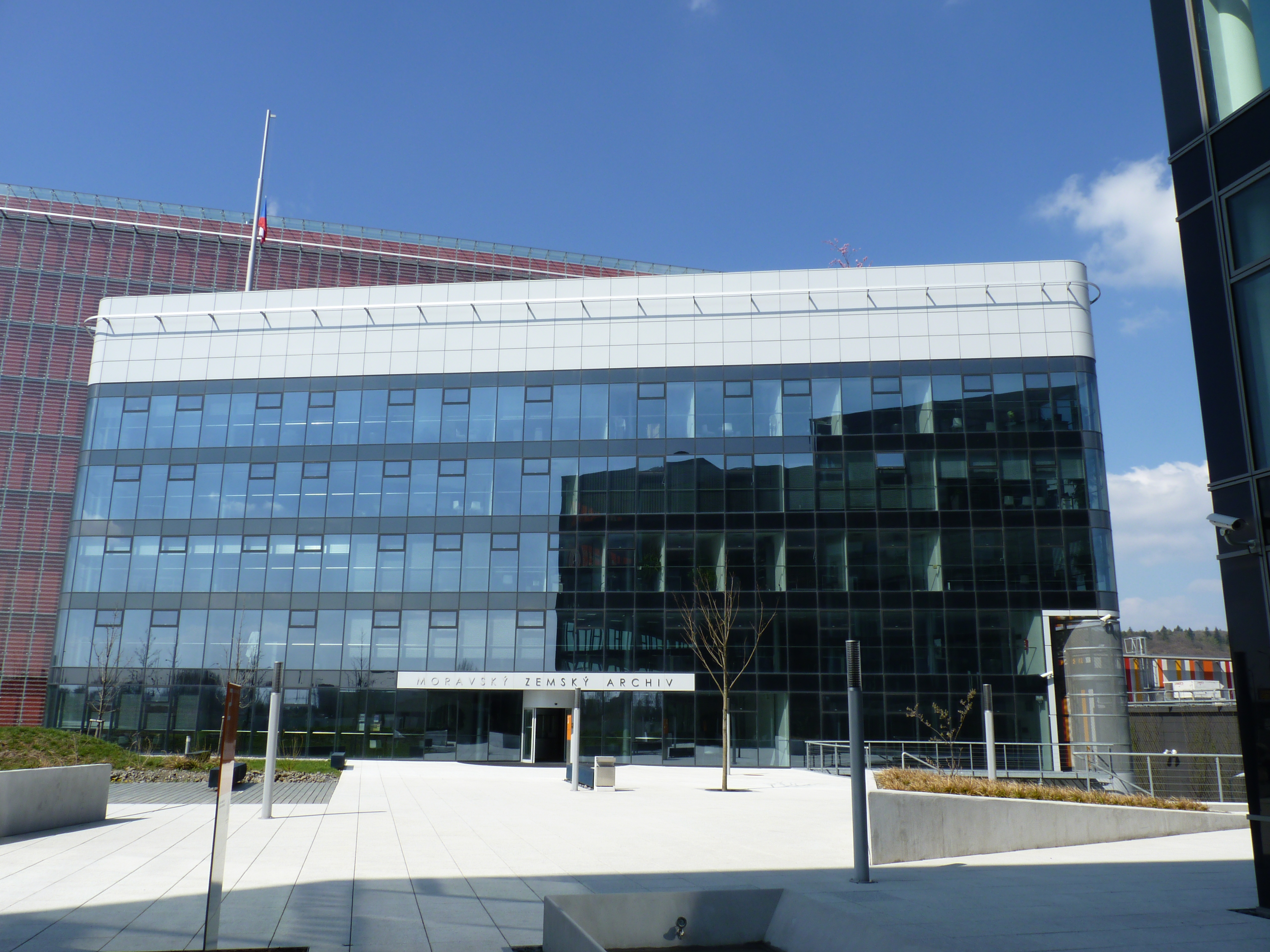
Budova MZA v Brně, kde se výstava konala

Morava jako součást českého státu byla výstava mapující společný vývoj českých zemí od středověku do 20. století konaná u příležitosti 100. výročí československé státnosti v Moravském zemském archivu v Brně ve dnech 6.–24. listopadu 2018. Výstava se věnovala zejména vývoji Moravy v rámci Koruny české prostřednictvím mimořádných dokumentů z depozitářů archivu, které se vystavují jen zcela výjimečně a omezenou dobu.
Ředitel Moravského zemského archivu v Brně Ladislav Macek popsal cíl výstavy uspořádané k stému výročí vzniku samostatného státu 1918–2018 v úvodu katalogu k výstavě: „prostřednictvím pečlivě vybraných archiválií (včetně skvostů v podobě národních kulturních památek) prezentovat historickou zemi Morava jako integrální součást českého státu, poukázat přitom na události, osobnosti i jevy, které obě původní historické země, tedy Čechy a Moravu, spojovaly v minulosti a spojují i v současnosti, nicméně vyhýbat se nechceme ani momentům diferentním.“.
K vystaveným dokumentům patřily moravské zemské desky, landfrýd Václava IV. z roku 1412, erbovní list Fridricha III. Habsburského z roku 1462, Kniha tovačovská, Antifonář Elišky Rejčky, závěť Vratislava z Pernštejna či patent Ferdinanda III. Habsburského ustavující Brno sídlem nejvyšších zeměpanských a zemských úřadů z 26. listopadu 1641 a tištěná instrukce pro úřad moravských zemských desk z 2. ledna 1642. Kniha tovačovská byla otevřena na stránce s rubrikou Markrabství moravské svobodné jest. Tento článek byl do textu zařazen v souvislosti s otázkou volby krále a vztahů jednotlivých zemí České koruny a byl výrazem zemské autonomie a suverenity moravského zemského práva.
Vernisáže výstavy se 5. listopadu 2019 vedle ředitele MZA v Brně Ladislava Macka, zúčastnili ředitel Odboru archivní správy a spisové služby Ministerstva vnitra České republiky Jiří Úlovec a Stanislav Bárta, zástupce vedoucího Ústavu pomocných věd historických a archivnictví Filozofické fakulty Masarykovy univerzity.[zdroj?]
Kromě jednotlivců, z nichž někteří své dojmy zaznamenali v knize návštěv, byla v listopadu 2018 výstava navštívena i školním žactvem, někdy i z větší dálky. Studenti si osobnosti, jevy a události dokladované vystavenými dokumenty, které se týkají moravské historie, mohli podrobně prohlédnout a vzájemně porovnat. Vedle toho, že navštívili výstavu, se žáci navíc seznámili s Moravským zemským archivem v Brně, jeho historií a s významem archivnictví pro uchovávání písemných a jiných dokumentů. Při prohlídce budovy MZA v Brně si žáci prohlédli místnosti, v nichž jsou archiválie uloženy, a viděli například nejstarší dochovanou mapu Moravy a její listiny, matriky, seznámili se s provozem badatelny.
Místem, kde si návštěvníci mohli ověřit rozsah a hloubku svých čerstvě nabytých (zopakovaných) vědomostí, byl relaxační koutek.
Položené otázky sledující zaměření a cíle výstavy vycházely z vystavených dokumentů, viz např. Cvičebnice z historie a její stránka „Vymaluješ správně moravský znak – moravskou orlici?“.

## Témata výstavy
Doprovodné texty k výstavě byly rozděleny tematicky:
- Formování vztahu Čech a Moravy ve středověku
- Středověká práva země
- Moravské zemské desky
- Česká královna na Moravě: Eliška Rejčka
- Konfesní poměry v 16. století
- Pernštejnové – přední aristokratický rod Moravy
- Stavové versus panovník – Morava na začátku 17. století
- Rekatolizace a upevnění panovnické moci v pobělohorském období
- Osvícenské reformy
- Industrializace Moravy jako určující fenomén období 19. a 20. století
- Revoluční rok 1848 na Moravě
- Národní a ženské hnutí na Moravě
- Morava jako dopravní uzel
- Národnostní otázka a vznik samostatné republiky